# 艾登·肖
艾登·肖（英語：Aiden Shaw，原名：Aiden Brady，1966年2月22日—），英國小說作家、模特、詩人、唱片騎師、 音樂製作人、舞者、攝影師、電影演員、男同性戀色情片演員。

## 成人影片事業
艾登·布雷迪（Aiden Brady）18歲開始做男妓。1990年代初，25歲時改名「蕭爾」（Shaw），踏入了同志成人影片行業，曾經出演過50多部G片。於1999年退出，並把發展重心放在寫作、寫詩、作曲上面，偶爾才會客串出演一下G片作品。

## 文學作品
1996年，艾登推出了第一本半自傳體小說《Brutal》，之後陸續出版過幾本詩集和小說。2006年的小說作品《My Undoing》，副標題是「Love in the Thick of Sex, Drug, Pornography and Prostitution」，號稱真人真事改編，坦然談論了自己曾經賣淫、還有拍G片的經歷，甚至公開自己艾滋病呈陽性。

## 模特生涯
2012年，艾登被巴黎Success Models公司签為旗下模特。身高185公分的艾登身材強健，五官深邃眼神憂鬱，渾身散發著獨有的英倫紳士風範，無論穿上什麼服裝都有帥氣，各大時裝品牌和時尚雜誌都十分賞識他。

## 出版作品
- Brutal（Millivres Books，1996年）ISBN 1-873741-24-3
- If Language at the Same Time Shapes and Distorts Our Ideas and Emotions, How Do We Communicate Love?（The Bad Press，1996年）ISBN 0-9517233-4-0
- Boundaries（Brighton: Millivres Prowler Group，1997年）ISBN 1-873741-48-0
- Wasted（Brighton: Millivres Prowler Group，2001年）ISBN 1-902852-34-6
- My Undoing: Love in the Thick of Sex, Drugs, Pornography, and Prostitution（New York: Carroll & Graf，2006年）ISBN 0-7867-1743-2
- Sordid Truths: Selling My Innocence for a Taste of Stardom（Alyson Books，2009年）ISBN 1-59350-137-4